# Trees Keultjes
Trees Keultjes (Oss, 15 februari 1926 – aldaar, 20 januari 2022) was een Nederlandse politieagente. Zij was de eerste vrouw die in uniform bij de Nederlandse politie werkzaam was. Dina Sanson was de eerste vrouw in Nederland die bij de Nederlandse politie werkzaam was, ze was politie-assistente, maar zij mocht niet in uniform werken.

## Biografie
De ouders van Keultjes waren katholiek en kregen meerdere kinderen. Haar vader werkte bij de politie. Hij werd uiteindelijk hoofdcommissaris van het bureau in Oss. In die functie vroeg hij zijn dochter af en toe om op de administratie bij te springen, omdat zij een typediploma had. Na twaalf jaar dit werk gedaan te hebben reageerde zij op een advertentie waarin om vrouwelijke agenten gevraagd werd in Heerlen.
Keultjes begon in 1953 met het werk als verkeersbrigadier bij oversteekplaatsen en ze gaf verkeerslessen op scholen. Haar voornaamste taak was het zorgen voor de kinderen van Heerlen. Ze mocht niet dezelfde ingang delen met haar mannelijke collega's en ze mocht ook niet in dezelfde auto plaatsnemen, omdat er mogelijk praatjes zouden kunnen komen. Ze reed geen auto, maar gebruikte een brommer om zich te verplaatsen. In Heerlen woonde ze in bij een hospita. Later werd ze brigadier bij de kinder- en zedenpolitie in Oss. Na haar eerste publieke optreden werd ze door verschillende tijdschriften gevraagd om interviews te geven. Bij de kinderpolitie hield zij zich vooral bezig met de leerplicht en dat er geen kinderen bij films voor 18 jaar en ouder aanwezig waren. Leerlingen die aan het spijbelen waren werden door Keultjes achterop haar fiets gezet en naar de klas gebracht.

## Privé
Na het overlijden van haar vader bleef Keultjes de rest van haar leven vrijgezel. Ze zorgde voor haar moeder, en zag dat ook als een taak.
Na 44 jaar gewerkt te hebben voor de politie in Oss, ging ze met pensioen. Keultjes overleed op 20 januari 2022 op 95-jarige leeftijd.